# Mariano Montilla
Mariano Montilla y Díaz Padrón (Caracas, 8 de septiembre de 1782-Caracas, 22 de septiembre de 1851) fue un general del ejército de Venezuela y de la Gran Colombia.

## Biografía
Hijo de Juan Pablo Montilla Briceño y Juana Antonia Díaz Padrón, tuvo dos hermanos y dos hermanas, uno de ellos el también general Tomás Antonio de los Dolores (1787-1822). Se casó con María Josefa Antonia Pía del Carmen Paniza y de Ayos con la que tuvo tres hijos: Juan Pablo, María de los Dolores e Ignacia.
General de división del ejército de Venezuela en la guerra de independencia. A muy corta edad viajó a España donde ingresó en la compañía americana de la Guardia de Corps de Carlos IV. En 1801, bajo el mando de Manuel Godoy, participó en la Guerra de las Naranjas entre España y Portugal recibiendo una herida en el sitio de la Olivenza, tras lo cual regresó a Caracas. En 1808 ya formaba parte de la Conjuración de los Mantuanos revuelta antinapoleónica que se gestaba en Caracas y resultó en un rotundo fracaso. A raíz del movimiento del 19 de abril de 1810 la Junta Suprema de Caracas lo envió a Jamaica y Curazao, en compañía de Vicente Salias, para que informara a sus gobernadores ingleses sobre los acontemientos revolucionarios en Venezuela. En ese mismo año recibió el nombramiento de comandante del escuadrón de milicianos voluntarios de los valles de Aragua. Bajos las órdenes primero del marqués del Toro y luego de Francisco de Miranda le tocó combatir en 1811 en la insurrección realista que estalló en Valencia ese año. Entre 1811 y 1812 permaneció en Estados Unidos (Filadelfia) motivado a quebrantos de salud.
Finalizada la Campaña Admirable en 1813, se incorporó a las fuerzas del libertador Simón Bolívar con las que participó en varios combates entre 1813 y 1814, distinguiéndose en  Bocachica. En 1814, a raíz de la pérdida de la Segunda República, tuvo que migrar a Cartagena de Indias donde colaboró en la defensa de la plaza ante el asedio impuesto por el general español Pablo Morillo, siendo nombrado gobernador militar de la ciudad y ascendido a coronel (diciembre de 1815). Al caer Cartagena en manos realistas, huyó a Haití donde estuvo a punto de incorporarse a la Expedición de Los Cayos que preparaba Bolívar, lo cual no realizó por diferencias con el propio Bolívar. Luego de residenciarse un tiempo en los Estados Unidos, se estableció en Margarita en 1817, le tocó dos años después, en su calidad de jefe del Estado Mayor de la división Urdaneta, llevar a cabo la campaña de Barcelona y Cumaná. 
El 4 de marzo de 1820 en Margarita parte para Río Hacha con 400 hombres. Veinte meses dura la campaña y el General Montilla , tomó el mando de la Legión Irlandesa recién llegada a esa isla con la que dio inicio por órdenes de Bolívar de las operaciones de Cundinamarca (Colombia) remontando el rio Magdalena. Allí con el grado de comandante general libró los combates de Fonseca, Tablazo y el Molino; así como la conducción de la retirada de Valledupar y el triunfo de la batalla de Laguna Salada. Ese mismo año desembarcó en Sabanilla (provincia de Cartagena) y después de habilitar este puerto para la exportación e  importación, derrotó a los realistas en Pueblo Nuevo con lo que consiguió establecer la comunicación con el interior de la Nueva Granada. Bajo las órdenes de Bolívar, el coronel Montilla tiene la misión de liberar las provincias del Caribe Neogranadino (Tierra Firme) y pone sitio a Cartagena de Indias.
En septiembre de 1821, fue ascendido a general de brigada y el 10 de octubre de ese mismo año logra la rendición de Cartagena después de un cruento asedio de 159 días. Con la capitulación del brigadier Gabriel de Torres, comandante general de las fuerzas realistas, quedaron en poder de Montilla 3.500 quintales de pólvora, 1.300 de plomo, 3.000 fusiles y abundante parque de artillería. En 1822, al caer Maracaibo en poder de las fuerzas que mandaba el mariscal de campo Francisco Tomás Morales, Montilla recibió la orden de Santander para proteger Riohacha y establecer allí una base de operaciones para la campaña de liberación de dicha ciudad, lo cual se produjo tras la capitulación de Morales como consecuencia de la derrota del jefe español Ángel Laborde y Navarro ante el general José Prudencio Padilla en la Batalla Naval del Lago de Maracaibo librada el 24 de julio de 1823. En 1824, Montilla fue nombrado comandante general del departamento del Zulia en Maracaibo y ascendido a general de división. Al año siguiente, volvió a Cartagena donde se desempeñó como comandante del departamento del Magdalena. En 1828 recibió el nombramiento de jefe superior de los departamentos del Istmo (Panamá), Magdalena y Zulia. El 17 de diciembre de 1830, al morir el Libertador en la Quinta de San Pedro Alejandrino, Montilla estuvo presente, tocándole como comandante general del departamento del Magdalena, comunicar la noticia al ministro de Estado en el departamento de la Guerra. Según testigos Montilla no pudo contener el llanto y exclamó: “¡Ha muerto el Sol de Colombia!”, luego desenvainó su espada y cortó el cordón del péndulo de un reloj que marcará para siempre la una y siete de la tarde. También fue uno de los firmantes, en calidad de testigo, de los dos últimos documentos emitidos por Bolívar el 10 de diciembre: su última proclama y su testamento. En presencia de Montilla y del general José Laurencio Silva, uno de sus mejores amigos, el doctor Próspero Reverend le hizo la autopsia al Libertador determinándose la muerte por tisis tuberculosa. En 1831 vino la tardía reacción Bolivariana y se insurreccionó Cartagena de Indias pero el General venezolano José Ignacio Luque sofocó el movimiento que pretendía restaurar la Gran Colombia. Mariano Montilla comandante de la plaza y a la cabeza de los revolucionarios capitula para preservar la paz el 23 de abril de 1831. 
El 23 de enero de 1832, el ministerio de Guerra y Marina de la Nueva Granada aprobó un decreto por el cual se borraba de la lista militar a todos los oficiales que estuvieron envueltos en el movimiento que llevó al general  Rafael Urdaneta a la presidencia de la Gran Colombia en 1830; entre estos oficiales, que además fueron declarados "traidores a la patria", se encontraba Montilla quien fue expulsado del territorio neogranadino. En enero de 1833, el Congreso de Venezuela decretó la incorporación de Montilla al Ejército de Venezuela con el grado que traía de la Nueva Granada. En noviembre de 1833, Montilla fue nombrado por el entonces presidente de la República José Antonio Páez, ministro plenipotenciario ante Inglaterra, Francia y España con el objeto de restablecer las relaciones de amistad con las 2 primeras naciones y de obtener el reconocimiento de la Independencia de Venezuela por parte de España. Tras llegar a Londres el 5 de mayo de 1834, el 5 de junio inició sus actividades diplomáticas con una conferencia con el ministro de relaciones exteriores inglés vizconde de Palmerston. El 15 de diciembre de 1834, llegó al puerto de La Guaira, luego de haber conseguido que Inglaterra reconociera la existencia de Venezuela como Estado independiente. Entre los reconocimientos que recibió por los servicios prestados a la Independencia de Venezuela y la Nueva Granada, se encuentran la Cruz de los Libertadores y el título de Libertador del Magdalena.
Muere el 22 de septiembre de 1851 en Caracas a los 69 años de edad. Sus restos reposan en el Panteón Nacional desde el 3 de julio de 1896.
Su hermano menor Tomás Montilla (Caracas, 1787),  llamado "El Brillante", se integra a las fuerzas revolucionarias desde el movimiento del 19 de abril de 1810. En 1813  luchó en la Campaña Admirable bajo el mando del Libertador Simón Bolívar, venciendo en Niquitao, Los Horcones y Taguanes, además de estar en el sitio de San Mateo en 1814. Alcanzó el grado de general de brigada y falleció en 1822, víctima de una enfermedad.